# 46th Street-Bliss Street
46th Street-Bliss Street, in passato conosciuta semplicemente con il nome di Bliss Street, è una fermata della metropolitana di New York, situata sulla linea IRT Flushing. Nel 2015 è stata utilizzata da 4 593 351 passeggeri.

## Storia
La stazione venne aperta il 21 aprile 1917, come parte del prolungamento verso 103rd Street-Corona Plaza della linea IRT Flushing, all'epoca conosciuta come linea Corona. Nel 1998, il secondo nome Bliss Street, nome originale di 46th Street quando la stazione fu realizzata, venne rimosso dalla Metropolitan Transportation Authority dalle mappe e dalla segnaletica; fu in seguito ripristinato nel 2004 insieme a quello delle stazioni di 40th Street e 33rd Street.

## Strutture e impianti
46th Street-Bliss Street è una fermata di superficie con tre binari e due banchine laterali. I due binari esterni sono usati dalla linea 7 locale che ferma nella stazione, quello centrale dalla linea 7 espressa che invece salta la stazione.
La stazione dispone di due mezzanini, costruiti all'interno della struttura in cemento del viadotto. Il primo, situato all'estremità ovest della stazione, ha due gruppi di tornelli separati, uno per direzione, e non permette di conseguenza di cambiare direzione senza uscire dai tornelli stessi. Il secondo ha tornelli a tutta altezza, due scale per le banchine e altrettante per il livello stradale e possiede anche un collegamento diretto tra le due banchine.
Nei muri delle banchine e del mezzanino si trovano alcune vetrate colorate che rappresentano scene del quartiere e che fanno parte di un'opera di Yumi Heo installata nel 1999 e chiamata Q is For Queens.

## Movimento
La stazione è servita dai treni della linea 7 Flushing Local della metropolitana di New York, sempre attiva.

## Interscambi
La stazione è servita da diverse autolinee gestite da MTA Bus e NYCT Bus.
- Fermata autobus